# Moszkvai Helsinki Csoport
A Moszkvai Helsinki Csoport (orosz nyelven: Московская Хельсинкская группа) moszkvai székhelyű regionális nonprofit szervezet, jogi személy. Teljes neve («Московская группа содействия выполнению Хельсинкских соглашений») az alapvető célját is megjelöli: a helsinki megállapodások teljesítésének előmozdítása. A Szovjetunió fennállása idején, 1976-ban alakult Moszkvában és – néhány év megszakítással – azóta is működik. Küldetésének tekinti „az emberi jogok érvényesülésének előmozdítását és a demokrácia kiépítését Oroszországban” (содействие соблюдению прав человека и построению демократии в России).

## Története
A helsinki mozgalom a helsinki záróokmány (1975) aláírása után bontakozott ki a Szovjetunióban. A csoport azért alakult, hogy figyelemmel kísérje és számon kérje a szovjet kormányon a Szovjetunió által is aláírt záróokmányba foglaltak és  jogok érvényesülését.”
1976. május 12-én az Andrej Szaharov akadémikus lakásán tartott sajtótájékoztatón Jurij Orlov bejelentette a Moszkvai Helsinki Csoport megalakítását. Az alapító tagok:
- Ljudmila Alekszejeva (1927– 2018), történész végzettségű szerkesztő
- Jelena Bonner, Andrej Szaharov második felesége (1923–2011), gyermekorvos
- Mihail Bernstam / Michael S. Bernstam (1943), közgazdász, demográfus
- Alekszandr Ginzburg (1936–2002), író, lapszerkesztő
- Pjotr Grigorenko (1907–1987), szovjet főtiszt, hadtudományokból kandidált
- Alekszandr Korcsak (1922–2013), asztrofizikus, kutató
- Malva Landa (1918-2019), geológus
- Anatolij Marcsenko (1938–1986), olajfúróként dolgozott
- Jurij Orlov (1924), fizikus
- Vitalij Rubin (1923–1981), orientalista, a kínai irodalom és filozófia szakértője
- Natan Scsaranszkij (szül: Anatolij Boriszovics Scsaranszkij, 1948), matematikus.

A csoportot a szovjet hatóságok kezdettől fogva megfigyelés és állandó nyomás alatt tartották. Vezetőjét, Jurij Orlovot 1977 elején letartóztatták, majd elítélték, 1986-ig táborban tartották, végül kiutasították az országból (1986). A csoport tagjai közül másokat is letartóztattak, elítéltek, száműztek, illetve az ország elhagyására kényszerítettek és megvonták állampolgárságukat. 1982-ben a csoport szabadon maradt három tagja a szervezet tevékenységének megszüntetéséről döntött. Az ún. peresztrojka idején, 1989. július 28-án bejelentették, hogy a szervezet felújítja tevékenységét.
Akkor lett az újra megalakult MHCS tagja és elnöke is Larisza Bogoraz.

## Célja
Alapszabálya szerint: a Moszkvai Helsinki Csoport célja az 1975-ben elfogadott helsinki záróokmány humanitárius fejezeteiben foglaltak, valamint Oroszország összes többi emberi jogi vonatkozású nemzetközi-jogi kötelezettségei gyakorlati teljesülésének előmozdítása.
Tevékenységéhez tartozik: 
- a jogvédő elvek propagandája
- az oroszországi jogvédő mozgalom kialakulásának és fejlődésének támogatása
- az emberi jogok megsértésének tényeiről, valamint az emberi jogi vonatkozású nemzetközi kötelezettségek betartásának országos jogi helyzetéről szóló információk gyűjtése, általánosítása és elemzése
- az emberi jogokkal kapcsolatos oroszországi helyzetről szóló információk eljuttatásának előmozdítása a helsinki záróokmányt előíró államok vezetőihez, az érdekelt nemzetközi szervezetekhez, oroszországi kormányzati és nem-kormányzati szervezetekhez, valamint a társadalmi nyilvánosság számára.

A szervezet jogai többek között: 
- a munkájáról és tevékenysége tárgyköréről szóló információk szabad terjesztése
- részvétel az államhatalmi szervek és a helyi önkormányzati szervek döntéseinek kidolgozásában a törvények által biztosított módon
- gyűlések, tüntetések, felvonulások tartása a törvények által biztosított módon.

## Vezetői
- Jurij Orlov: 1976–1982
- Larisza Bogoraz (1929–2004): 1989–1994
- Kronyid Ljubarszkij (1934–1996)): 1994–1996
- Ljudmila Alekszejeva: 1996–2018
- 2019 január 21-én a szervezet közgyűlése három társelnököt választott:[6][7]
  - Vjacseszlav Bahmin (Бахмин Вячеслав Иванович, 1947)
  - Valerij Borscsev (Борщев Валерий Васильевич, 1942)
  - Dmitrij Makarov (Макаров Дмитрий Алексеевич, 1982)

## A 2010-es években
A szervezet sokáig külföldi támogatások segítségével tartotta fenn magát. 2012-ben – más oroszországi emberi jogi szervezetekkel együtt – bejelentette, hogy nem kívánja „külföldi ügynök”-ként regisztráltatni magát, amit adott jellemzők fennállása esetén a 2012. novembertől hatályos törvény kötelezően előír. 2013 tavaszán a csoport moszkvai irodáját (más szervezetekéhez hasonlóan) a hatóság képviselői rövid időre megszállták, egyes vélemények szerint ezzel a törvényes működést kívánták ellenőrizni. A törvény következtében a csoport lemondott minden külföldi támogatásról, projektjei és munkatársai számát pedig csökkentette.
1996–2013 között a csoport rendszeresen megjelentette tájékoztató füzeteit (Информационный бюллетень), ezzel 2014-ben kénytelen volt felhagyni. Továbbra is megjelenteti átfogó éves jelentéseit, melyben összegzik az oroszországi emberi jogi helyzet alakulását az előző évben.
Folytatják tevékenységüket többek között: az emberi jogi monitoring, a társadalmi kontroll rendszerének fejlesztése, az emberi jogi felvilágosító munka területén. Gyűjtik és nyilvánosságra hozzák azokat az eseteket, amelyeknél véleményük szerint megsértik az emberi jogokat, a szabad véleménynyilvánítás lehetőségét vagy a kisebbségek jogait. Az újonnan hozott oroszországi törvényeket folyamatosan figyelik és emberi jogi szempontból értékelik; alkalmazásuk konkrét eseteiről honlapjuk naponta friss híreket közöl.